# Bill Pitman
Pour les articles homonymes, voir Pitman.
William Keith Pitman (ne le 12 février 1920 à Belleville (New Jersey), mort le 11 août 2022 à La Quinta) est un guitariste et musicien de studio américain.

## Biographie
Bill Pitman grandit à Manhattan. Son père travaille comme bassiste au sein du personnel de NBC au Rockefeller Center. Pendant la Grande Dépression, le père de Pitman a un revenu stable en travaillant en indépendant, en écrivant des émissions de radio et en écrivant des bandes originales de films alors qu'il est encore employé par le réseau. À cinq ans, Pitman sait qu'il veut devenir musicien. Il essaie plusieurs instruments, dont le piano et la trompette, avant de finalement se décider pour la guitare. Il suit des cours auprès de John Cali et Allan Reuss (en), qui lui enseignent les bases et les techniques de sa première guitare, une D'Angelico. Lorsque Pitman demande sa carte syndicale au Local 802, il réussit facilement le test avant que les membres du syndicat ne reconnaissent son nom de famille.
Au lycée, Pitman se rend souvent sur la 52e rue pour écouter des artistes de jazz comme Charlie Parker. Pitman est fortement influencé par les guitaristes Charlie Christian et Eddie Lang, et se lia bientôt d'amitié avec Shorty Rogers, Shelly Manne et Eddie Bert, avec qui il joue fréquemment.
En 1951, Pitman est convaincu qu'il pouvait jouer aussi bien que la plupart des guitaristes des clubs de jazz de Los Angeles. Alors qu'il se rend dans une boîte de nuit où Peggy Lee se produit, Pitman entame une conversation avec le guitariste Laurindo Almeida, qui joue dans son groupe. Leur conversation aboutit à une audition, qui permet à Pitman d'obtenir un emploi chez Lee, ce qui lance sa carrière musicale professionnelle.
Après trois ans avec le groupe de Lee, Pitman accepte une offre pour jouer dans une émission de radio The Rusty Draper (en) Show. Son passage de trois ans dans cette émission l'amène à travailler en studio lorsque le guitariste Tony Rizzi demande à Pitman de le remplacer lors d'une date chez Capitol Records. Au fur et à mesure que la nouvelle se répand, des musiciens comme Howard Roberts, Al Hendrickson (en) et Bob Bain (en) demandent à Pitman de jouer lors de sessions auxquelles ils ne peuvent pas assister. Finalement, les recommandations conduisent les producteurs à appeler directement Pitman pour occuper un poste de guitariste, ce qui donne lieu à un travail lucratif en studio qui durera des décennies.
À la fin des années 1950, Pitman participe à des sessions d'enregistrement pour des artistes reconnus comme Mel Tormé, Buddy Rich et Red Callender. Cependant, le rock and roll gagne en popularité et une rencontre fortuite avec Phil Spector place Pitman parmi les premiers membres d'un groupe d'élite de musiciens de studio.
En 1957, Bertha Spector, la mère de Phil, demande à Pitman s'il peut apprendre à son fils à jouer de la guitare jazz. Après trois mois de cours, Phil Spector continue à avoir du mal avec le concept de mesure, ce qui conduit l'élève et le professeur à conclure que Phil n'est probablement pas fait pour être musicien.
L'année suivante, Spector enregistre une démo d'une chanson qu'il a écrite, puis demande à Pitman s'il veut bien la jouer devant ses collègues du Rusty Draper Show. La chanson, intitulée To Know Him Is to Love Him, suscite un intérêt et est finalement financée. Peu de temps après, Pitman reçoit un appel d'un des représentants de Spector lui demandant de jouer lors d'une session d'enregistrement de la chanson aux Gold Star Studios (en). Le disque devient un énorme succès, ce qui amène Pitman à être invité à toutes les futures dates d'enregistrement de Phil Spector. Lorsque Spector produit Be My Baby en 1963, il nomme la jam session de la face B Tedesco and Pitman, d'après deux de ses guitaristes préférés : Tommy Tedesco (en) et Bill Pitman.
Étant donné la popularité des disques de Spector, Pitman et les autres musiciens qui créent le Mur de son deviennent le premier choix de presque toutes les grandes maisons de disques de Los Angeles. Hal Blaine appellera plus tard ce groupe The Wrecking Crew, et leurs talents anonymes accompagnent des artistes allant des Beach Boys à Frank Sinatra.
Lorsque Columbia Records décide de parier sur un nouveau groupe appelé The Byrds, ils insistent pour que des musiciens chevronnés soient engagés pour enregistrer les pistes instrumentales du premier single. Par conséquent, le personnel qui rejoint Roger McGuinn au CBS Columbia Square le 20 janvier 1965 est composé de musiciens de studio Larry Knechtel, Blaine, Jerry Cole (en), Leon Russell et Pitman. En trois heures, ils enregistrent deux chansons, dont l'une, Mr. Tambourine Man, devient un succès. Cependant, lorsque les sessions pour le premier album du groupe commencent sérieusement, Terry Melcher est convaincu que le groupe est désormais suffisamment compétent pour enregistrer son propre accompagnement instrumental.
Pitman travaille comme musicien indépendant, employant un service de réponse téléphonique pour l'aider à planifier les dates d'enregistrement. Les studios couvrent les frais de transport, un avantage important compte tenu du nombre d'instruments et d'équipements auxiliaires nécessaires pour répondre aux demandes éclectiques des producteurs de musique. Le rythme effréné du travail en studio laisse très peu de temps pour les concerts ou l'écriture. En un an, Pitman enregistre 425 séances d'enregistrement, dont beaucoup donnent lieu à plusieurs faces.
Lorsque les règles syndicales sont poussées au-delà de leurs limites, Tedesco ou Pitman soulèvent la question des heures supplémentaires, à la consternation des producteurs et au plus grand plaisir des autres musiciens. Leur attachement absolu au traitement équitable vaut à Tedesco le surnom de King Salt et à Pitman celui de Junior Salt.
Malgré ses contributions aux disques à succès de The Mamas and the Papas, des Everly Brothers et de Jan and Dean, Pitman trouve la musique rock qu'on lui demande de jouer peu mémorable, et il est sincèrement surpris lorsque certains morceaux rencontrent un succès fou. Les producteurs prétendent en plaisantant que si Pitman trouve un disque nul, alors ils ont probablement un tube entre les mains.
L'indifférence de Pitman envers le rock and roll est plus que compensée par son enthousiasme pour les séances d'enregistrement de jazz menées par des compositeurs et arrangeurs tels que Marty Paich, Dave Grusin et Johnny Mandel. Pitman tire une grande satisfaction des exigences techniques du jazz et de son éventail complexe de changements harmoniques et de solos improvisés. Son jeu sur les albums de The Guitars Inc. et de Marty Paich Dek-Tette éclipse, sur le plan personnel, tout ce qu'il avait fait sur un disque du Top 40.
Les longues heures passées dans les studios d'enregistrement d'Hollywood sont principalement consacrées à la performance, excluant tout autre travail musical. Malgré les contraintes, Pitman écrit quelques arrangements pour Buddy DeFranco et une pile de partitions pour un octuor de courte durée qu'il forme avec Buddy Childers. Il obtient des crédits de composition pour quelques épisodes de la série originale Star Trek ; deux morceaux de jazz (Sidewinder et Pitfall) sur l'album de 1956 Marty Paich Quartet featuring Art Pepper ; et un morceau improvisé appelé San Fernando dont les producteurs ont besoin pour compléter un album de 1968 intitulé Do You Know the Way to San José par le Baja Marimba Band (en). Néanmoins, son héritage durable est celui d'un guitariste accompli qui joue sur certains des enregistrements les plus populaires du XXe siècle.
La guitare principale de Pitman en studio est la Gibson ES-335 avec un amplificateur Polytone. Sur certains disques de rock, il utilise une Fender Telecaster avec un amplificateur Fender Twin. Parmi ses autres instruments, on trouve une guitare à douze cordes, une basse Fender, une mandoline Gibson et un banjo ténor Bacon. Pitman accorde la mandoline et le banjo comme une guitare et prend soin d'avertir les producteurs qu'il ne peut jouer que de ces deux instruments dans la gamme de guitare.
Le travail pour la marque Danelectro commence lorsqu'il voit l'instrument dans un magasin de musique peu de temps après son lancement. Sa pratique attire l'attention d'Ernie Freeman (en) qui lui demande de jouer de la Dano lors d'une date d'enregistrement. Le succès de cette session le conduit à jouer de la Danelectro sur The Lonely Surfer de Jack Nitzsche et sur l'album Pet Sounds des Beach Boys. Cela lui permet de travailler pendant cinq ans sur l'enregistrement de l'émission télévisée The Wild Wild West. Après sa découverte de la Danelectro, Pitman estime qu'il jouera de l'instrument environ quarante pour cent du temps pendant le reste de sa carrière en studio.

## Vie privée
Pitman est marié à Mildred Hurty de 1947 jusqu'à leur divorce dans les années 1960 ; ils ont trois enfants. Lui et sa deuxième épouse, Debbie Ujakovich, se marient et divorcent deux fois dans les années 1970. Il épouse Janet Valentine en 1985 et adopte sa fille issue d'une relation antérieure.
Pitman vit à La Quinta, en Californie. Il passe sa retraite à jouer au golf au country club local et participe occasionnellement à des tables rondes sur le film documentaire The Wrecking Crew. Il meurt dans les soins palliatifs à son domicile le 11 août 2022, à l'âge de 102 ans, des suites de complications liées à une chute.

## Discographie

### Comme musicien de session
- The Beach Boys, The Beach Boys Today! (Capitol, 1965)
- The Beach Boys, Summer Days (And Summer Nights!!) (Capitol, 1965)
- The Beach Boys, Pet Sounds (Capitol, 1966)
- The Beach Boys, 20/20 (Capitol, 1969)
- Louis Bellson, Around the World in Percussion (Roulette, 1961)
- Jesse Belvin, Mr. Easy (RCA, 1960)
- Hal Blaine, Deuces, "T's," Roadsters & Drums (RCA Victor, 1963)
- Red Callender, The Lowest (MetroJazz, 1958)
- Tutti Camarata, Camarata Featuring Tutti's Trombones (Coliseum, 1966)
- George Cates, George Cates' Polynesian Percussion (Dot, 1961)
- Sam Cooke, Mr. Soul (RCA Victor, 1963)
- The Crystals, Twist Uptown (Philles, 1962)
- Bobby Darin, Venice Blue (Capitol, 1965)
- Matt Dennis, Dennis, Anyone? (RCA Victor, 1955)
- The Everly Brothers, In Our Image (Warner Bros., 1966)
- Percy Faith, Corazon (CBS, 1973)
- High Inergy, So Right (Gordy, 1982)
- Lena Horne, Lena...Lovely and Alive (RCA Victor, 1963)
- Jan and Dean, Surf City (and Other Swinging Cities) (Liberty, 1963)
- Plas Johnson, Mood for the Blues (Capitol, 1961)
- Barney Kessel, Contemporary Latin Rhythms (Reprise, 1963)
- Peggy Lee, Black Coffee (Decca, 1956)
- Peggy Lee, Latin ala Lee! (Capitol, 1960)
- Peggy Lee, Pass Me By (Capitol, 1965)
- Linda Lawson, Introducing Linda Lawson (Chancellor, 1960)
- Shelly Manne, Daktari (Atlantic, 1967)
- The Monkees, The Monkees (Colgems, 1966)
- Big Miller, Sings, Twists, Shouts and Preaches (Columbia, 1962)
- Audrey Morris, The Voice of Audrey Morris (Bethlehem, 1956)
- Jack Nitzsche, The Lonely Surfer (Reprise, 1963)
- Don Randi, Mexican Pearls (Palomar 1965)
- Buddy Rich, This One's for Basie (Norgran, 1956)
- Howard Roberts, Whatever's Fair (Capitol, 1966)
- Howard Roberts, Jaunty-Jolly! (Capitol, 1967)
- Nancy Sinatra, Boots (Reprise, 1966)
- Jeri Southern, Southern Breeze (Roulette, 1958)
- Orrin Tucker, The New Sounds of Orrin Tucker His Saxophone and Orchestra (Bel Canto, 1959)
- The Ventures, Play Guitar with The Ventures Vol.2 (Dolton, 1965)
- The Ventures, $1,000,000 Dollar Weekend (Liberty, 1967)
- Kitty White, Sweet Talk (Roulette, 1958)